# Lea Green
Lea Green (* 1976 in Villach, Österreich) ist eine deutsche Filmemacherin, vegane Kochbuchautorin und Foodbloggerin. Sie publiziert auf ihrem Blog Veggies Rezepte, Texte und Videos zur veganen Lebensweise, hält öffentliche Kochshows und informiert im Netz über vegane Ernährung. Seit 2019 ist Lea Green auch Herausgeberin des veganen „Vegan en vogue“, das zwei Mal jährlich kostenlos veröffentlicht wird.

## Leben
Lea Green wurde in Villach, Österreich geboren und wuchs in Bayern auf. Sie studierte Filmwissenschaft und Publizistik an der freien Universität Berlin. Ihren veganen Foodblog Veggies startete sie am 3. Juni 2013. Er zählt heute zu den größten veganen deutschen Foodblogs im Internet. Er wurde mit dem ersten Preis des Keimling Foodblog Awards, des Foodblog Awards der veganen Gesellschaft Österreich sowie mit dem Burda Foodblog Award 2015 in der Kategorie bester Vegan-Blog ausgezeichnet. Seit 2015 ist Lea Green deutschlandweit mit veganen Kochshows zu sehen, u. a. auf der Grünen Woche, der Veggie World, dem Green Market Berlin, der Berlin Food Week und der Messe Biofach. Im Juni 2015 veröffentlichte Lea Green ihr erstes Kochbuch Vegan with Love. 2017 folgte das „Green Love“. Im Herbst 2022 erscheint Lea drittes Kochbuch „Vegan kochen – Essen neu denken“. Alle Kochbücher erscheinen im GrünerSinn Verlag. 2020 veröffentlichte Lea Green die Vegan ToGo Masterclass, einen 35-teiligen Online-Kochkurs.

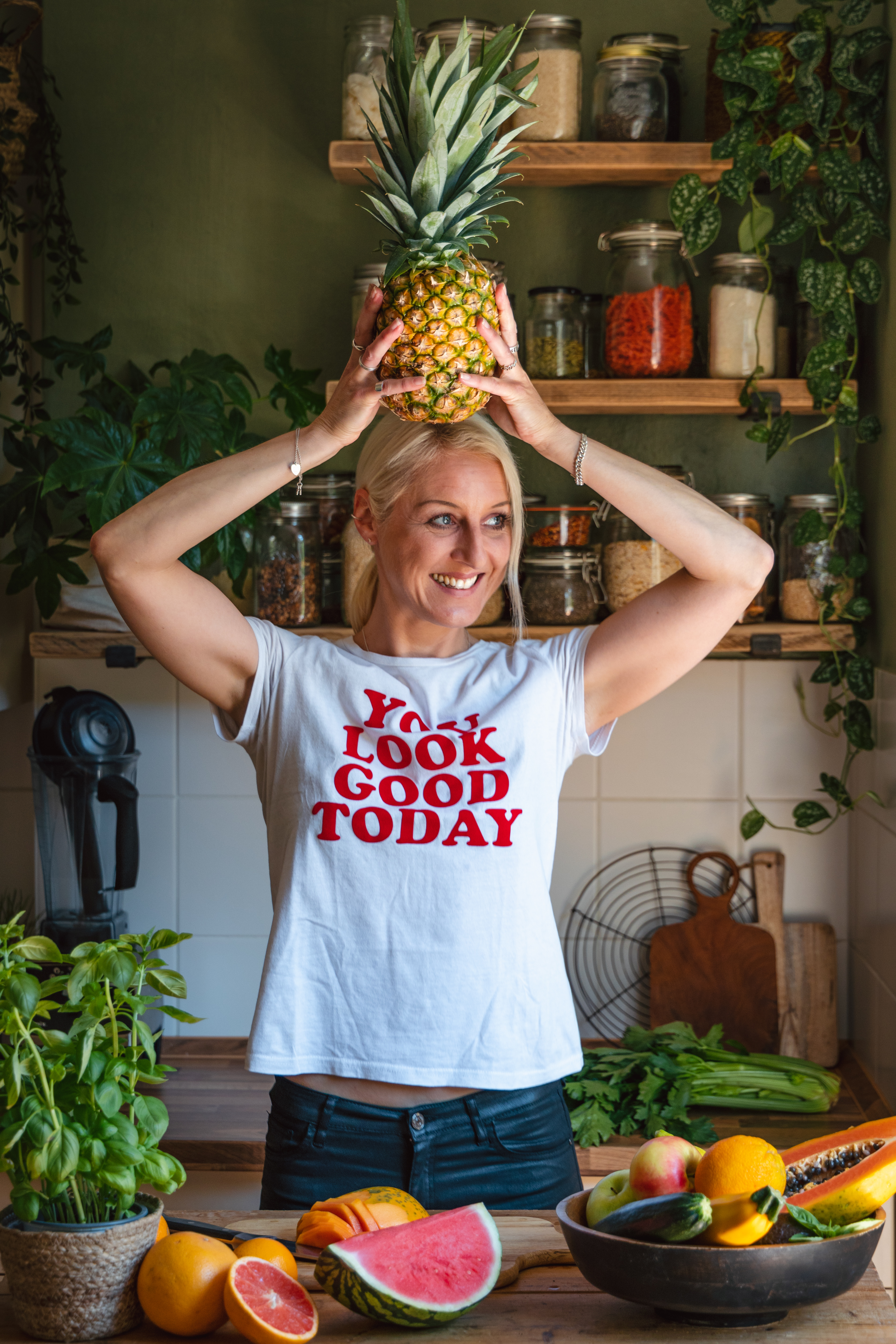
Lea Green

Lea Green lebte von 1997 bis 2020 in Berlin. Seit 2021 hat Lea Green ihren Wohnsitz in München.

## Auszeichnungen
- 1. Platz Keimling Foodblog Award 2014[1]
- 1. Platz Foodblog Award der veganen Gesellschaft Österreich 2014[2]
- 1. Platz Burda Foodblog Award 2015[3]

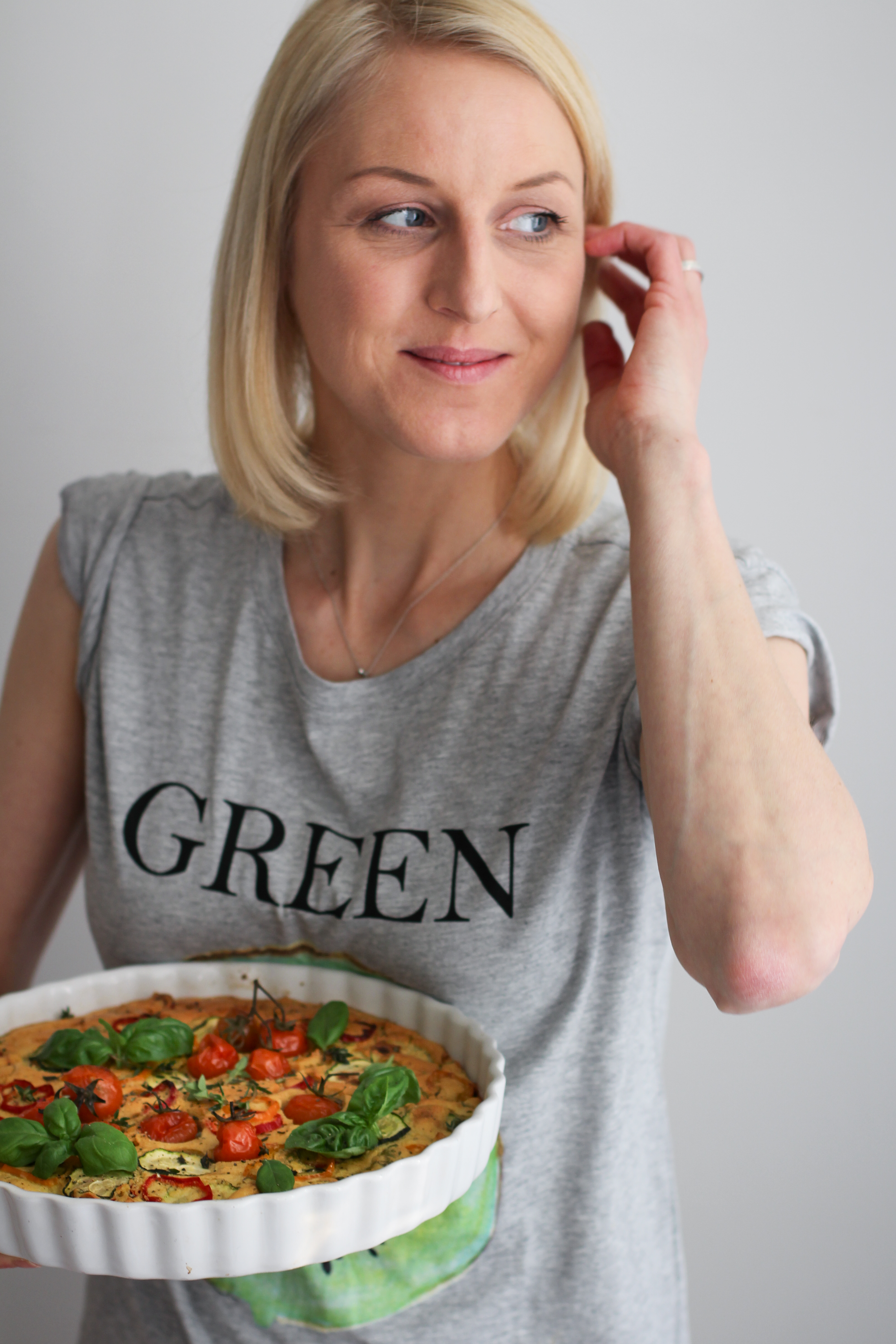
Lea Green

## Kochbücher
- Vegan with Love. Berlinische Verlagsanstalt, Berlin 2015, ISBN 978-3-86373-056-7.
- So geht vegan! Hrsg.: Patrick Bolk. Südwest Verlag, München 2014, ISBN 978-3-517-09278-2.